# Merrillan
Merrillan és una població dels Estats Units a l'estat de Wisconsin. Segons el cens del 2000 tenia 585 habitants.

## Demografia
Segons el cens del 2000, Merrillan tenia 585 habitants, 253 habitatges, i 152 famílies. La densitat de població era de 179,3 habitants per km².
Dels 253 habitatges en un 26,9% hi vivien nens de menys de 18 anys, en un 45,1% hi vivien parelles casades, en un 10,7% dones solteres, i en un 39,9% no eren unitats familiars. En el 36,4% dels habitatges hi vivien persones soles el 17% de les quals corresponia a persones de 65 anys o més que vivien soles. El nombre mitjà de persones vivint en cada habitatge era de 2,31 i el nombre mitjà de persones que vivien en cada família era de 2,97.
Per edats la població es repartia de la següent manera: un 23,1% tenia menys de 18 anys, un 8,2% entre 18 i 24, un 25,6% entre 25 i 44, un 26,2% de 45 a 60 i un 16,9% 65 anys o més.
L'edat mediana era de 39 anys. Per cada 100 dones de 18 o més anys hi havia 92,3 homes.
La renda mediana per habitatge era de 28.917 $ i la renda mediana per família de 35.000 $. Els homes tenien una renda mediana de 24.423 $ mentre que les dones 19.250 $. La renda per capita de la població era de 18.811 $. Aproximadament el 10,3% de les famílies i el 13,7% de la població estaven per davall del llindar de pobresa.

## Poblacions més properes
El següent diagrama mostra les poblacions més properes.